# Kakiemon
Kakiemon (în japoneză 柿右衛門) este cunoscut ca olar din Arita, Japonia. Kakiemon și-a dezvoltat propriul stil decorativ în secolul al XVII-lea. Stilul a fost rapid copiat de noile fabrici europene de porțelan apărute în secolul al XVIII-lea, precum Meissen în Germania, Chantilly în Franța și Chelsea în Anglia. Această familie de olari există încă. Actualul Kakiemon este acum Kakiemon XV.

## Galerie

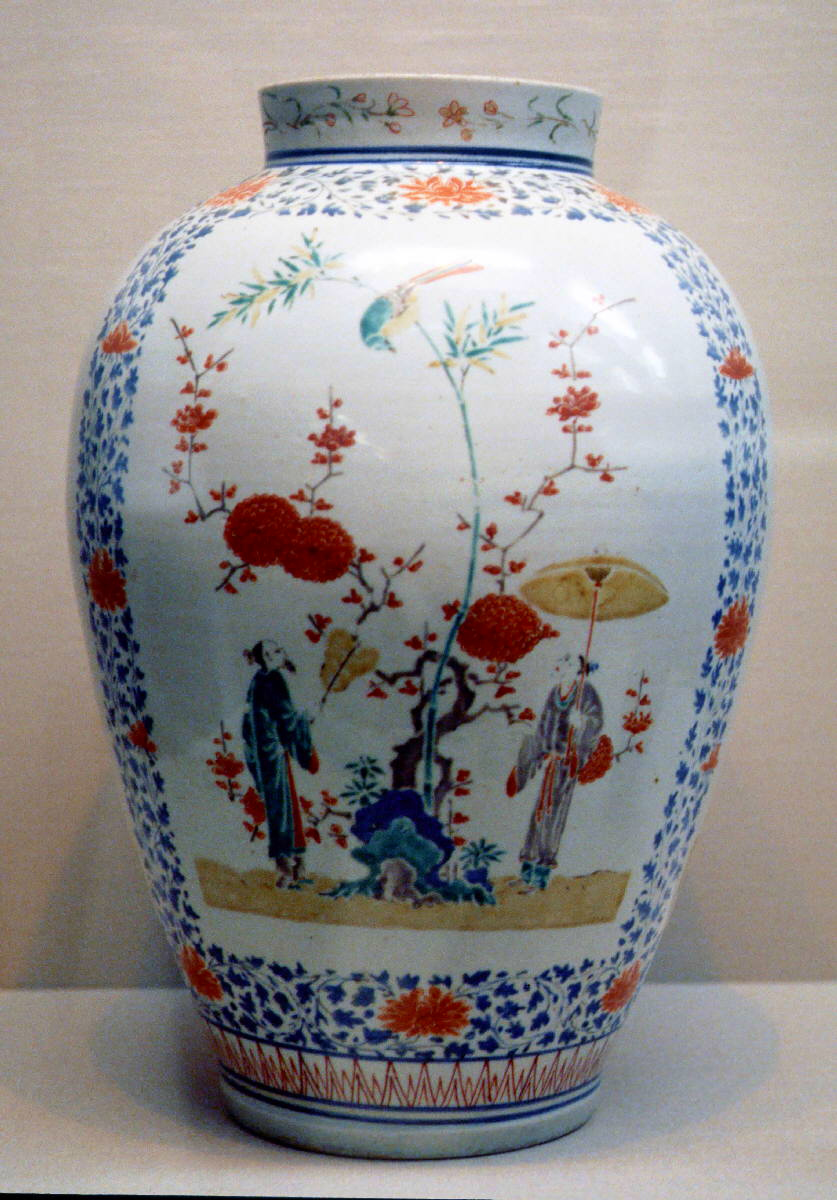
Vas Kakiemon
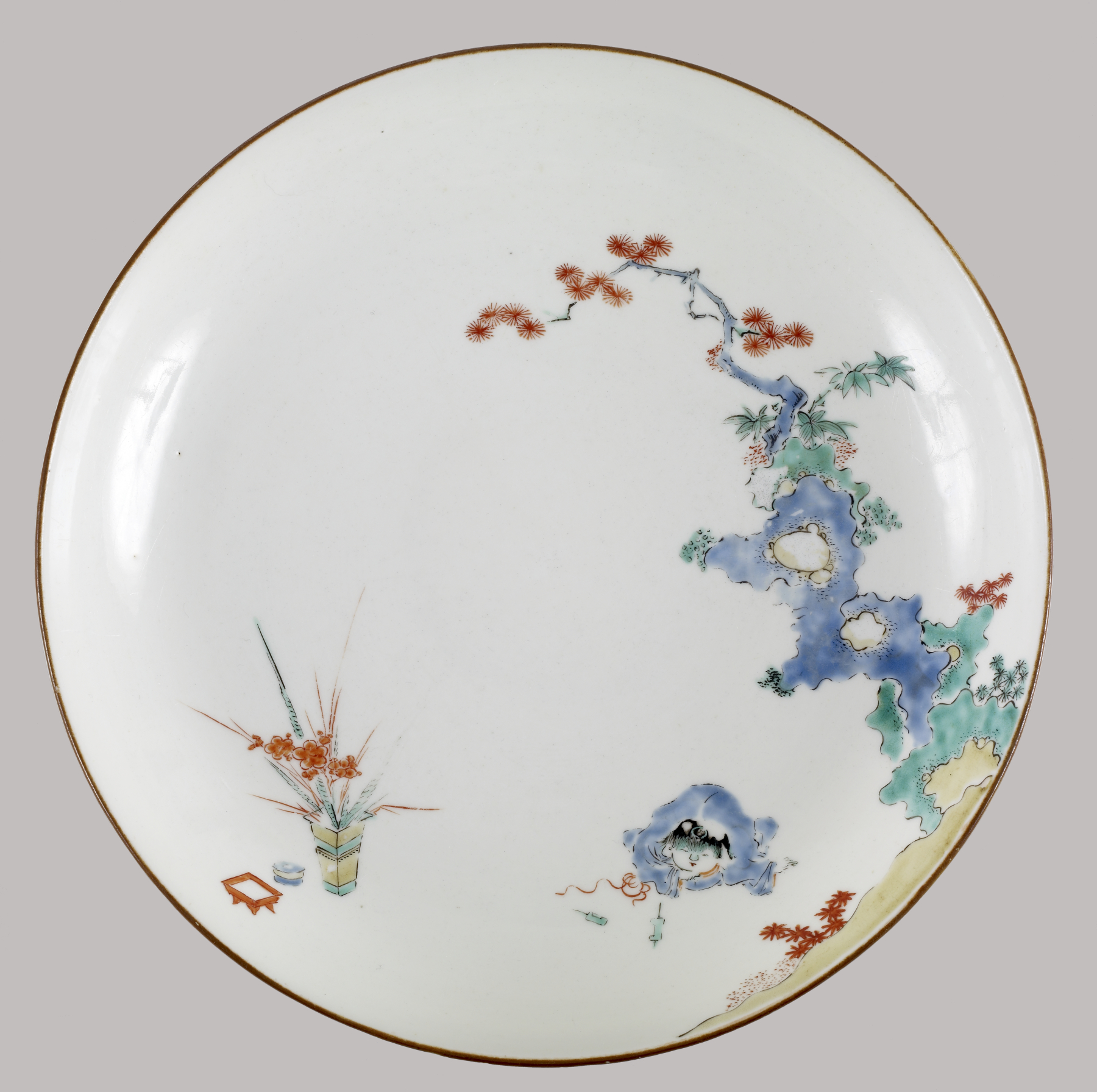
Farfurie Kakiemon